# Scituloglaucytes quadrifasciata
Scituloglaucytes quadrifasciata är en skalbaggsart som först beskrevs av J. Linsley Gressitt 1951.  Scituloglaucytes quadrifasciata ingår i släktet Scituloglaucytes och familjen långhorningar. Inga underarter finns listade i Catalogue of Life.